# القاعده در شبه‌جزیره عربستان
القاعده در شبه‌جزیره عربستان (عربی: تنظیم القاعدة فی جزیرة العرب) یا انصار الشریعه در یمن یک گروه ستیزه‌جوی اسلام‌گرا است که اساساً در یمن و عربستان سعودی فعال است و هم‌اکنون با جنبش حوثی‌ها و دولت منصوب شورای عالی سیاسی یمن، در جنگ است. نامگذاری آن بر اساس القاعده، و می‌گوید پیروی آن گروه و رهبر متوفای آن اسامه بن لادن است، که از شهروندان یمنی‌تبار عربستان بود. این گروه فعالترین شاخه، یا «فرنچایز» القاعده تلقی می‌شود که به دلیل تضعیف رهبری مرکزی ظهور کرده‌اند. حکومت آمریکا بر این باور است که این گروه به دلیل تأکید آن بر حمله بر دشمن دوردست و شهرت آن به طرح‌ریزی حملات بر اهداف خارجی خطرناک‌ترین شاخهٔ القاعده است. این گروه پس از انقلاب یمن، امارتی در این کشور تأسیس کرد.
این گروه از سوی سازمان ملل، استرالیا، کانادا، سوریه، روسیه، ایران، یمن، عربستان، امارات، اتحادیه اروپا و آمریکا به عنوان یک گروه تروریستی تعیین شده است.

## ایدئولوژی
همانند هسته مرکزی القاعده، این سازمان با سلطنت آل‌سعود بر عربستان و همچنین استیلای اسرائیل بر فلسطین مخالف است اما کلیه عملیات‌های این گروه از سال ۲۰۰۹ در خاک یمن صورت گرفته است. در اوایل سال ۲۰۱۰ تعداد اعضای این گروه «چند صد نفر» اعلام شد.

## تبدیل به شاخه فعال القاعده
با انتقال القاعده به سومالی و یمن، عملیات‌های تروریستی در کشورهای غربی که در ابتدا از پاکستان سرچشمه می‌گرفتند، به‌طور قابل‌توجهی از ۷۵ درصد در سال ۲۰۰۷ به ۵۰ درصد در سال ۲۰۱۰ کاهش یافتند.
هیلاری کلینتون، وزیر امور خارجه ایالات متحده، القاعده یمن را به‌طور رسمی در ۱۴ دسامبر ۲۰۰۹ به عنوان سازمانی تروریستی معرفی کرد. در ۲۴ اوت ۲۰۱۰ گزارشگر واشینگتن پست نوشت: «سازمان اطلاعات مرکزی معتقد است، شاخه القاعده در شبه‌جزیره عربستان از سازمان مادر خود، یعنی گروه اصلی اسامه بن لادن، به عنوان خطرناک‌ترین تهدید برای سرزمین ایالات متحده پیشی گرفته است.»
در ۲۶ اوت ۲۰۱۰ دولت یمن اعلام کرد که مقامات ایالات متحده در مورد اندازه و خطر القاعده در یمن اغراق کرده‌اند و تأکید کردند شاخه القاعده در یمن، سازمانی با اعضای محدود است. در همین ایام، محافظ اسبق اسامه بن لادن، مداخله خارجی در یمن را اجتناب ناپذیر دانست.

## عملیات‌ها و فعالیت‌های القاعده در شبه جزیره عربستان

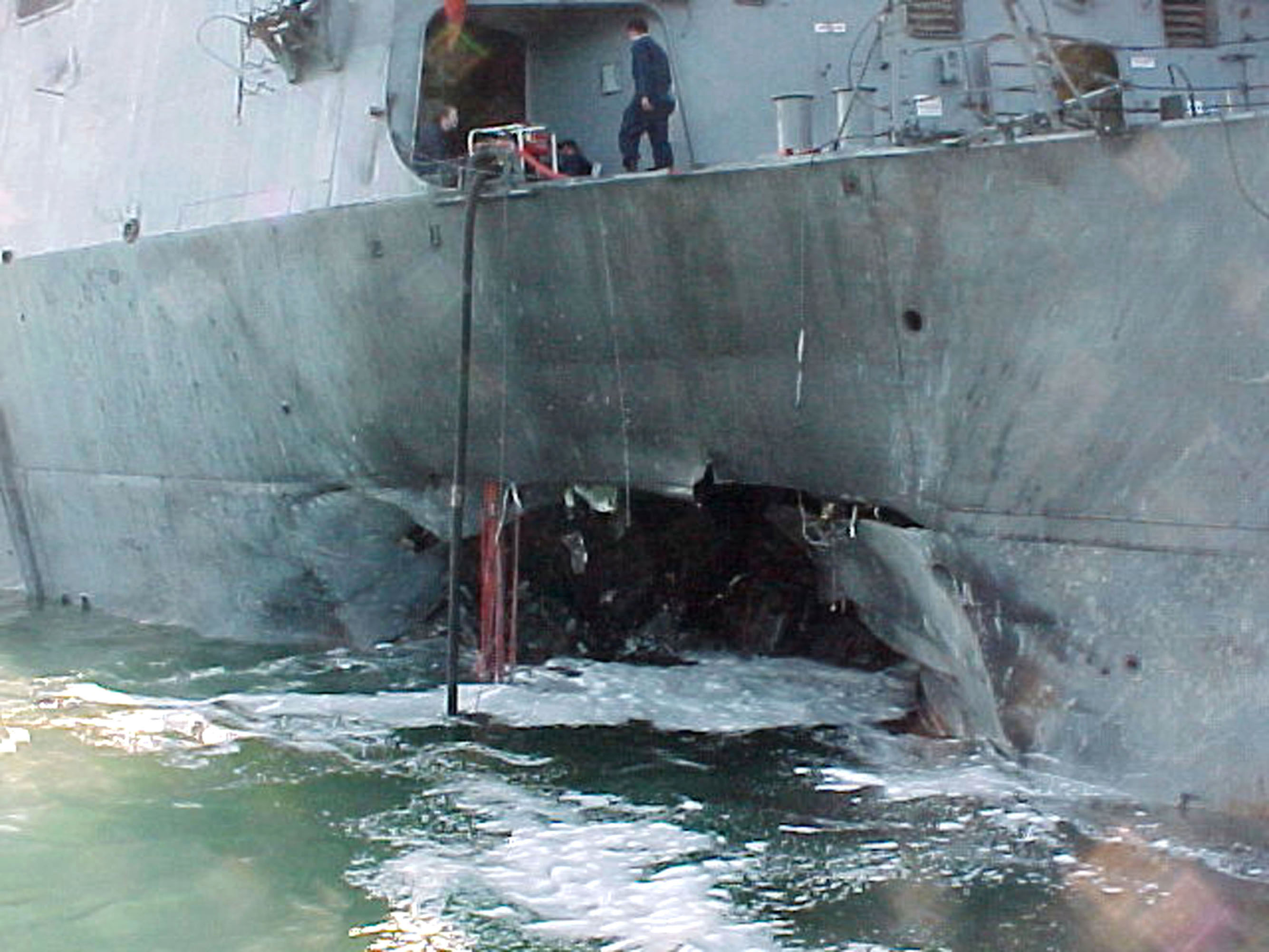
نمای جانبی آسیب انفجار در بدنه ناوشکن کلاس آرلی بورک یو اس اس کول (DDG 67) در 12 اکتبر 2000، این آسیب پس از انفجار یک بمب تروریستی مشکوک در حین سوخت گیری در بندر عدن، یمن رخ داده است.

تأسیس شاخه القاعده در شبه جزیره عربستان به سال ۲۰۰۹ میلادی بازمی‌گردد اما عملیات‌های گذشته سازمان مادر این شاخه یعنی القاعده نیز به آن نسبت داده می‌شود. از جمله انفجار یواس‌اس کول که القاعده مسئولیت آن را مستقیماً بر عهده گرفت.
عملیات‌های القاعده در عربستان سعودی بیشتر محدود به اتباع خارجی می‌شود. به‌عنوان مثال قتل یک مهندس نظامی آمریکایی که در سال ۲۰۰۴ و در شهر ریاض صورت گرفت. این گروه در ارتباط با بمب‌گذاری در دوحه قطر، در مارس ۲۰۰۵ نیز مظنون است.

## گسترش فعالیت‌ها در یمن
چندین عملیات پیچیده علیه ایالات متحده در شبه جزیره عربستان به این گروه نسبت داده می‌شود. نظیر بمبگذاری ۲۰۱۰ در هواپیمای آمریکایی که با قراردادن اطلاعاتی از سوی دستگاه اطلاعاتی عربستان سعودی در اختیار آمریکا، بدون داشتن تلفاتی خنثی شد. عامل این بمبگذاری، انور العولقی که تبعه آمریکایی-یمنی بود معرفی شد. باراک اوباما در آوریل ۲۰۱۰ او را در فهرست افراد تحت تعقیبی قرار داد که به دلیل اقدامات تروریستی، سازمان مرکزی اطلاعات آمریکا مجاز به کشتنشان بود. «قتل هدفمند» یک شهروند آمریکا پیش از آن هرگز رخ نداده بود.
فعالیت‌های این گروه با وقوع انقلاب یمن و برکناری علی عبدالله صالح از مقام ریاست جمهوری گسترش یافت. این سازمان تنها در یک بمبگذاری در ماه مه سال ۲۰۱۲ بیش از ۱۲۰ یمنی را کشتند و ۲۰۰ نفر را زخمی ساختند. در ماه ژوئن همان سال، بیش از ۷۳ غیرنظامی یمنی بر اثر اصابت به مین‌های کار گذاشته شده از سوی این سازمان جان باختند.
در دسامبر ۲۰۱۳ اعضای منتسب به این گروه با حمله به وزارت دفاع یمن در صنعا، حداقل ۵۶ تن را کشتند. در محوطه وزارتخانه بیمارستانی بود که شبه نظامیان به آنجا هجوم برده و اقدام به قتل‌عام پرسنل پزشکی، بیماران یا همراهان آنان نمودند. انتشار تصاویر این قتل‌عام موجی از خشم علیه این سازمان را برانگیخت، به‌طوری که فرماندهی سازمان القاعده در شبه‌جزیره عربستان با انتشار پیامی تصویری «عذرخواهی» کرد.

## همکاری با ائتلاف تحت رهبری عربستان سعودی
به گزارش الجزیره در اوت ۲۰۱۸، ائتلاف تحت رهبری عربستان سعوی به منظور مقابله با انصارالله یمن و دولت منصوب آنان، صدها جنگجوی سازمان القاعده را به خدمت گرفته است. در این گزارش آمده است که ایالات متحده آمریکا از ترتیبات این اقدام آگاه بوده است.
در ماه آوریل ۲۰۱۹ امارات متحده عربی مستقل از ائتلاف، سلسله عملیات‌هایی علیه این سازمان ترتیب داد. در ابتدا با کسب موفقیت‌هایی توانستند بخشی از مناطق تحت کنترل خود را از القاعده پاکسازی کنند اما در سپتامبر ۲۰۱۹ و به دنبال عقب‌نشینی امارات از بخش‌هایی از یمن، القاعده توانست مجدداً به این مناطق بازگردد.

وضعیت کنترل قلمرو در یمن. القاعدهٔ جزیرة العرب به رنگ سفید نشان داده شده و اساساً در استانهای استان بیضاء و استان حضرموت فعال است.